# (3158) Anga
(3158) Anga es un asteroide perteneciente al cinturón de asteroides descubierto el 24 de septiembre de 1976 por Nikolái Stepánovich Chernyj desde el Observatorio Astrofísico de Crimea, en Naúchni.

## Designación y nombre
Anga recibió inicialmente la designación de 1976 SU2.
Más tarde, en 1987, se nombró por la localidad siberiana de Anga.

## Características orbitales
Anga está situado a una distancia media del Sol de 2,549 ua, pudiendo alejarse hasta 2,812 ua y acercarse hasta 2,286 ua. Su excentricidad es 0,1032 y la inclinación orbital 14,57 grados. Emplea 1487 días en completar una órbita alrededor del Sol.

## Características físicas
La magnitud absoluta de Anga es 12,4 y el periodo de rotación de 8 horas.